# Alexander Munro (kötélhúzó)
Alexander Munro (Egyesült Királyság, Külső-Hebridák, Stornoway, 1870. november 30. - Egyesült Királyság, Külső-Hebridák, Stornoway, 1934. január 3.) olimpiai ezüst és bronzérmes brit kötélhúzó.
Az 1908. évi nyári olimpiai játékokon indult kötélhúzásban brit színekben. A Metropolitan Police "K" Division csapatában szerepelt. Rajtuk kívül még kettő brit rendőrségi csapat és két ország indult (amerikaiak és svédek). A verseny egyenes kiesésben zajlott. Először a londoni rendőröktől kaptak ki, majd a bronzmérkőzésen a svédeket verték.
Az 1912. évi nyári olimpiai játékokon is indult kötélhúzásban brit színekben. Ekkor a londoni rendőrség csapatában szerepelt. Rajtuk kivül csak a svéd válogatott indult, így csak egy mérkőzés volt és a svédek nyertek.